# Henryk Pająk
Henryk Pająk (ur. 15 lutego 1937 w Skarżysku-Kamiennej) – polski pisarz, prozaik, publicysta, wydawca.

## Życiorys
Pochodzi z rodziny chłopskiej. W wieku 10 lat został poważnie ranny po wybuchu poniemieckiego niewypału.
Absolwent filologii polskiej na Wydziale Humanistycznym Uniwersytetu Marii Curie-Skłodowskiej. Po studiach krótko pracował jako nauczyciel, potem dziennikarz rolny w prasie lubelskiej.
Twórczość artystyczną zaczynał od poezji. W 1959 był współzałożycielem lubelskiej grupy poetyckiej „Prom”, działającej do 1964. W 1960 wraz z innymi członkami grupy należał do kolegium redakcyjnego „Biuletynu Młodego Twórcy”. Publikował wraz z nimi również w czasopiśmie „Kamena”. W 1962 jego wiersze ukazały się zbiorze poezji pt. „Prom”, wydanym przez Wydawnictwo Lubelskie. Często uczestniczył w spotkaniach autorskich dla młodzieży i robotników. Wydał dwa własne tomy poezji. Jeden z nich nosi tytuł Zanim powrócę (1965). W tomiku „Amen” (1993) zamieścił wybór wierszy z lat 1960–1993.
Twórczość prozatorską rozpoczął od beletryzacji pamiętnika Henryka Cybulskiego, przywódcy samoobrony ludności polskiej przed Ukraińcami z UPA na Wołyniu – Czerwone noce (1967, 1969, 1974, 1977, 1990). Później z tej samej tematyki napisał powieść Los (1969), w której zbeletryzował walki grupy żołnierzy Wołyńskiej 27 Wołyńskiej Dywizji Piechoty AK.
Uprawiał reportaż i wiele cech jego twórczości ma w nim swoje źródło. Zajmował się przede wszystkim problematyką wiejską i wojenno-partyzancką. Z czasem jego książki skłaniały się coraz bardziej w stronę psychologii postaci.
Był członkiem Polskiej Zjednoczonej Partii Robotniczej. Wystąpił z niej natychmiast po wprowadzeniu w Polsce stanu wojennego. Od 1985 jest rencistą. Od stycznia 1989 do 1995 był prezesem lubelskiego oddziału Związku Literatów Polskich.
Na początku lat 90. założył w Lublinie własne wydawnictwo „Retro”. Publikuje w nim książki swojego autorstwa oraz opracowania innych autorów piszących o zbliżonej tematyce, np. mjr. Stanisława Żochowskiego z Australii, byłego szefa Sztabu Narodowych Sił Zbrojnych. Wydał 3 tomy tajnych dokumentów UBP: Informator o nielegalnych antypaństwowych organizacjach i bandach zbrojnych działających w Polsce Ludowej w latach 1944–1956 (1993), Informator o osobach skazanych za szpiegostwo w latach 1944–1984 (1994), Straceni w polskich więzieniach 1944–1956 (1994). Napisał do nich przedmowy. Był w sprawie tych publikacji kilkukrotnie przesłuchiwany przez Urząd Ochrony Państwa.
Kilkukrotnie wzywano go do prokuratury, w celu złożenia wyjaśnień w sprawie obwiniania go o szkalowanie Żydów i „nawoływanie do waśni na tle narodowościowym i etnicznym”, np. w związku z publikacją książek Strach być Polakiem (1997) oraz Żydowskie oblężenie Oświęcimia (1999).

## Twórczość
- Zanim powrócę. Wydawnictwo Lubelskie, Lublin 1965, s. 32. Seria: Lubelska Biblioteka Poetycka T. 24.
- Cybulski H., Czerwone noce. Opracowanie literackie H. Pająk. Wyd. I, MON, Warszawa 1966, s. 359 (Wyd. II, MON, Warszawa 1969, s. 376; Wyd. III, MON, Warszawa 1974, s. 388; Wyd. IV, MON, Warszawa 1977, s. 392; Wyd. 5 zm. Bellona, Warszawa 1990, s. 375. ISBN 83-11-07834-3.)
- Druga śmierć. Wyd. I, KiW, Warszawa 1971, s. 231[3] (Wyd. II. Wyd. Lubelskie, Lublin 1981, s. 158. ISBN 83-222-0097-8.)
- Pęknięty świat. Wyd. KiW, Warszawa 1972, s. 248.
- Zerwanie. Wydawnictwo Lubelskie, Lublin 1976, s. 159.
- Posłuchaj Moniko. Wyd. I. Wydawnictwo Lubelskie, Lublin 1977, s. 174. (Wyd. II, Wydawnictwo Lubelskie, Lublin 1979, s. 166)[4]
- Za cieniem cień. Wyd. Lubelskie, Lublin 1989, s. 223. ISBN 83-222-0498-1[5].
- Skarżysko walczące. Lublin 1991, s. 248 (nakładem autora).
- Zbrodnie UB – NKWD. Lublin 1991, s. 260 (nakładem autora).
- Tam, za snem. Wyd. Graf, Gdańsk 1991, s. 240. ISBN 83-85130-26-8.
- Wolny. Retro, Lublin 1992, s. 288. ISBN 83-900701-1-1[6].
- Za samostijną Ukrainę. Lublin 1992 (nakładem autora). (Wyd. II, Retro, Lublin 1993, s. 236.)
- „Uskok” kontra UB. Retro, Lublin 1992[7]. (Wyd. II, Aurora, Warszawa 2013, s. 274. ISBN 978-83-932630-8-0)
- „Burta” kontra UB. Retro, Lublin 1992, s. 271. (Wyd. II, Aurora, Warszawa 2014, s. 368. ISBN 978-83-936976-2-5)
- Amen. Retro, Lublin 1993.
- „Jastrząb” kontra UB. Retro, Lublin 1993, s. 251[8]. (Wyd. II poprawione, Aurora, Warszawa 2015, s. 296. ISBN 978-83-936976-8-7)
- „Żelazny” kontra UB. Retro, Lublin 1993[9]. (Wyd. II poprawione, Aurora, Warszawa 2016, s. 320. ISBN 978-83-65193-04-9)
- Urbana NIE w wojnie z Kościołem katolickim. Retro, Lublin 1993, s. 160. ISBN 83-900-70-6-2.
- Konspiracja młodzieży szkolnej 1945–1956. Retro, Lublin 1994, s. 312. ISBN 83-900701-2-X.
- Zabijałem aby żyć. Retro, Lublin 1995, s. 178. ISBN 83-90234874[10].
- Tajemnice włodawskiej bezpieki. Retro, Lublin 1995, s. 144. ISBN 83-902348-8-2.
- Retinger, mason i agent syjonizmu. Retro, Lublin 1996, s. 278. ISBN 83-905292-2-X.
- Akcje oddziałów „Zapory” w tajnych raportach UB-MO. Retro, Lublin 1996, s. 202. ISBN 83-905292-7-0.
- Pająk H., Żochowski S., Rządy zbirów 1940–1990. Wyd. I, Retro, Lublin 1996, s. 389. ISBN 83-905292-5-4 (Wyd. II, 1997, ISBN 83-87510-16-5)[11]
- Strach być Polakiem. Wyd. I, Retro, Lublin 1996, s. 166. (Wyd. II poszerz., Retro, Lublin, 1997, s. 178; Wyd. III, Retro, Lublin, 2001, s. 202)
- Tam, za snem. Retro, Lublin 1997.
- Oni się nigdy nie poddali. Retro, Lublin 1997, s. 303. ISBN 83-905292-4-6.
- Piąty rozbiór Polski 1990–2000. Retro, Lublin 1998, s. 426. ISBN 83-87510-20-3. (Wyd. II, Retro, Lublin 2006, s. 421[12])
- Bandytyzm NATO. Retro, Lublin 1999, s. 224. (Wyd. II poszerzone, Retro, Lublin 2003, s. 254. ISBN 83-87510-45-9[13])
- Żydowskie oblężenie Oświęcimia. Retro, Lublin 1999, s. 287[14].
- Dwa wieki polskiej Golgoty, czyli Samotni wśród łotrów. Wyd. I, Retro, Lublin 1999, s. 359. ISBN 83-87510-35-1[15] (Wyd. II, Retro, Lublin 2005, s. 364.)
- A Naród śpi! Retro, Lublin 2000, s. 406. ISBN 83-87510-70-X[16].
- Polska w bagnie. Retro, Lublin 2001, s. 248. ISBN 83-87510-26-2[17].
- Jedwabne geszefty. Wyd. I, Retro, Lublin 2001, s. 272. ISBN 83-87510-85-8[18] (Wyd. II, Retro, Lublin 2001, s. 283; Wyd. III, Retro, Lublin 2005, s. 288.)
- Bestie końca czasu. Wyd. I, Retro, Lublin 2001, s. 475. ISBN 83-87510-35-1[19]. (Wyd. II, Retro, Lublin 2005, s. 480.)
- Trzecia wojna światowa. Retro, Lublin 2002, s. 348. ISBN 83-87510-99-8[20].
- Złodzieje milionów. Retro, Lublin 2002[21].
- Z Łagru do Eurołagru. Retro, Lublin 2003, s. 366. ISBN 83-87510-46-7.
- Niemieckie ludobójstwo na polskim narodzie. Retro, Lublin 2004, s. 246. ISBN 83-87510-61-0[22].
- Retinger. Mason i agent syjonizmu. Retro, Lublin 2004, s. 284. ISBN 83-905292-2-X[23].
- Ponura prawda o Piłsudskim. Wyd. II, Retro, Lublin 2005, s. 439. ISBN 83-87510-66-1[24].
- Nowotwory Watykanu. Retro, Lublin 2005, s. 468[25].
- Dyktatura nietykalnych. Retro, Lublin 2006, s. 360. ISBN 83-87510-71-8[26].
- Grabarze polskiej nadziei 1980–2005. Retro, Lublin 2007, s. 416. ISBN 83-87510-76-9[27].
- Rosja we krwi i nafcie 1905–2005. Retro, Lublin 2007, s. 340. ISBN 978-83-87510-81-7[28].
- Prosto w ślepia PiS + PO = KOR + UW. Retro, Lublin 2007, s. 344 + 20 ilustracji. ISBN 83-87510-86-6[29].
- Kundlizm znów wygrał. Retro, Lublin 2008, s. 427. ISBN 83-87510-91-2.
- Konspirację czas zaczynać?. Retro, Lublin 2008, s. 293. ISBN 83-875-10-96-3.
- Lichwa rak ludzkości. Retro, Lublin 2009, s. 485. ISBN 83-875-10-02-5[30].
- Kościół do katakumb, Polska do kasacji. Retro, Lublin 2009, s. 454. ISBN 83-87510-07-6[31].
- On i oni. Retro, Lublin 2010, s. 344. ISBN 83-87510-12-2.
- Lękajcie się Tom I. Retro, Lublin 2010, s. 336. ISBN 83-87510-22-X[32].
- Lękajcie się Tom II. Retro, Lublin 2011, s. 510. ISBN 83-87510-32-7.
- Ostatni transport do Katynia 10.04.2010. Retro, Lublin 2011, s. 450. ISBN 83-87510-42-4[33].
- Dwa pogrzeby jeden wstyd. Retro, Lublin 2011, s. 256. ISBN 83-87510-72-6[34].
- Chazarska dzicz panem świata Tom I: Zagłada Rosji. Retro, Lublin 2012, s. 410. ISBN 83-87510-82-3[35].
- Chazarska dzicz panem świata Tom II: Zagłada Polski. Retro, Lublin 2012, s. 480. ISBN 978-83-87510-25-1[36].
- Rytualna zemsta na Kolebce Solidarności 1981-2011. Retro, Lublin 2012, s. 298. ISBN 978-83-87510-27-5.
- Chazarska dzicz panem świata Tom III: Czas Skorpionów. Retro, Lublin 2012, s. 464. ISBN 978-83-87510-29-9[37].
- Polska hańba w Afganistanie. Zabijałem aby żyć. Retro, Lublin 2012, s. 272. ISBN 978-83-87510-98-5.
- Chazarska dzicz panem świata Tom IV: Od Kaina do Lenina. Retro, Lublin 2013, s. 424. ISBN 978-83-87510-34-3[38].
- Ostoje i plagi masonerii, Retro, Lublin 2013, s. 320. ISBN 978-83-87510-49-7[39].
- Zakazana polskość świętego Piusa X, Retro, Lublin 2013, s. 340. ISBN 978-83-87510-33-6.
- Sąsiedzi! Płacić za ludobójstwa, Retro, Lublin 2013, s. 392. ISBN 978-83-87510-36-7[40].
- Okupacja dziesięciu pokoleń 1750–2050-?, Retro, Lublin 2014, s. 430. ISBN 978-83-87510-38-1[41].
- Ukraińska recydywa faszyzmu, banderyzmu, syjonizmu, Retro, Lublin 2014, s. 408. ISBN 978-83-87510-16-9[42].
- Naród wyklęty przez męty Tom I, Retro, Lublin 2015, s. 272. ISBN 978-83-87510-15-2.
- Naród wyklęty przez męty Tom II: Przed potopem, Retro, Lublin 2016, s. 320. ISBN 978-83-87510-22-0[43].
- Apokalipsa bliżej niż sądzicie, Retro, Lublin 2016, s. 344. ISBN 978-83-87510-23-7[44].
- Polsko Twoja zguba wszędzie, Retro, Lublin 2016, s. 352. ISBN 978-83-87510-24-4.
- Stulecie Łotrów. Retro, Lublin 2017, s. 348. ISBN 978-83-87510-57-2[45].
- Idą po Polskę, Retro, Lublin 2018, s. 331. ISBN 978-83-87510-55-8[46].
- Pol-Exit z bagna UE, Retro, Lublin 2019, s. 318. ISBN 978-83-87510-54-1.
- Państwo Polin w państwie polskim, Retro, Lublin 2020, ISBN 978-83-957670-0-5[47].
- Degeneraci ludzkości, Retro, Lublin 2020, s.371. ISBN 978-83-9576-702-9.
- Plagi Sanhedrynu, Retro, Lublin 2021, s.420. ISBN 978-83-9576-701-2.